# Stockholm (commune)
La commune de Stockholm (en suédois Stockholms kommun, ou Stockholms stad) est une commune du comté de Stockholm en Suède. C'est la capitale de Suède et la plus peuplée des communes du pays. Elle est presque entièrement incluse dans l'unité urbaine de Stockholm.

## Politique
Stockholm est l'une des 290 municipalités suédoises, et la capitale du comté de Stockholm. Comme toutes les communes suédoises, Stockholm est dotée d'un parlement et d'un gouvernement.

### Conseil municipal

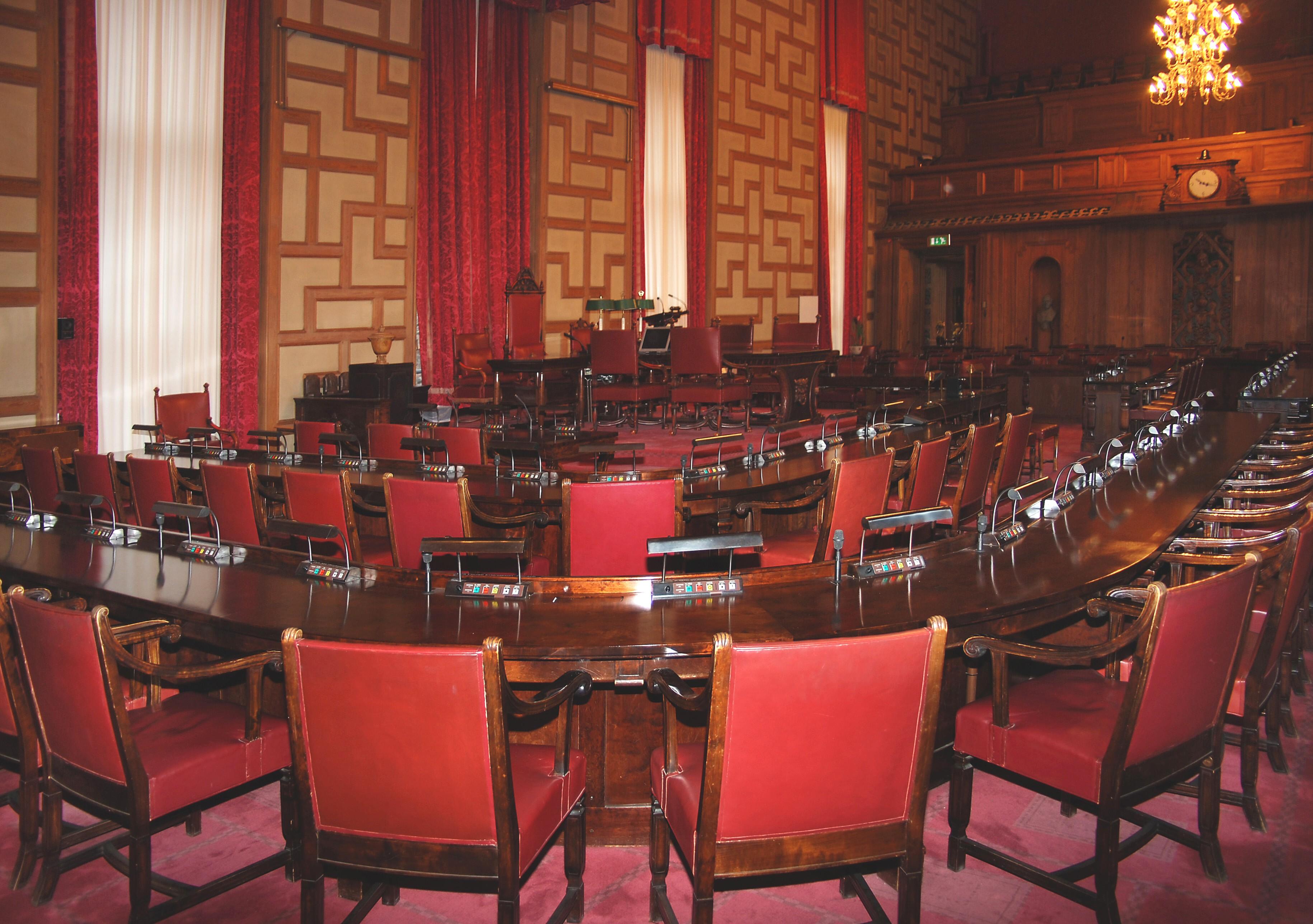
Conseil municipal

Le parlement de la ville (kommunfullmäktige en suédois) est l'organe politique le plus important de la ville de Stockholm. Il compte 101 membres élus au système proportionnel pour quatre ans.
| Nom | Nom                     | Années    | Parti                          | Coalition     |
| --- | ----------------------- | --------- | ------------------------------ | ------------- |
|     | Carl Juhlin-Dannfelt    | 1920–1926 | Parti de droite                | H-S-FP        |
|     | Gustaf Söderlund        | 1926–1931 | Parti de droite                | H-S           |
|     | Knut G. Ewerlöf         | 1931–1936 | Parti de droite                | H-S-FP        |
|     | Halvar Sundberg         | 1936–1940 | Parti de droite                | H-S-FP        |
|     | Zeth Höglund            | 1940–1950 | Parti social démocrate         | S-FP-H-K      |
|     | John Bergvall (sv)      | 1950–1954 | Parti du Peuple - Les Libéraux | FP-S-H        |
|     | Erik Huss (sv)          | 1954–1958 | Parti du Peuple - Les Libéraux | FP-S-H        |
|     | Hjalmar Mehr (sv)       | 1958–1966 | Parti social démocrate         | S-FP-H        |
|     | Per-Olof Hansson (sv)   | 1966–1970 | Parti du Peuple - Les Libéraux | FP-S-H        |
|     | Albert Aronsson (sv)    | 1971–1973 | Parti social démocrate         | S-M-FP-C      |
|     | John-Olof Persson (sv)  | 1973–1976 | Parti social démocrate         | S-M-FP        |
|     | Ulf Adelsohn (sv)       | 1976–1979 | Parti du rassemblement modéré  | M-S-FP-C      |
|     | John-Olof Persson (sv)  | 1979–1986 | Parti social démocrate         | S-M-FP        |
|     | Sture Palmgren (sv)     | 1986–1988 | Parti social démocrate         | S-M-FP        |
|     | Mats Hulth (sv)         | 1988–1991 | Parti social démocrate         | S-M-FP-SP-VPK |
|     | Carl Cederschiöld (sv)  | 1991–1994 | Parti du rassemblement modéré  | M-S-FP        |
|     | Mats Hulth (sv)         | 1994–1998 | Parti social démocrate         | S-MP-V        |
|     | Carl Cederschiöld (sv)  | 1998–2002 | Parti du rassemblement modéré  | M-FP-SP-KD    |
|     | Annika Billström        | 2002–2006 | Parti social démocrate         | S-MP-V        |
|     | Kristina Axén Olin (sv) | 2006–2008 | Parti du rassemblement modéré  | M-FP-C-KD     |
|     | Sten Nordin             | 2008–2014 | Parti du rassemblement modéré  | M-FP-C-KD     |
|     | Karin Wanngård          | 2014–2018 | Parti social démocrate         | S-MP-V-F!     |
|     | Anna König Jerlmyr (sv) | 2018–2022 | Parti du rassemblement modéré  | M-L-MP-C-KD   |
|     | Karin Wanngård          | 2022–     | Parti social démocrate         | S-MP-V        |

| Parti | Parti | 1920 | 1923 | 1927 | 1931 | 1935 | 1938 | 1942 | 1946 | 1950 | 1954 | 1958 | 1962 | 1966 | 1970 | 1973 | 1976 | 1979 | 1982 | 1985 | 1988 | 1991 | 1994 | 1998 | 2002 | 2006 | 2010 | 2014 | 2018 | 2022 |
| ----- | ----- | ---- | ---- | ---- | ---- | ---- | ---- | ---- | ---- | ---- | ---- | ---- | ---- | ---- | ---- | ---- | ---- | ---- | ---- | ---- | ---- | ---- | ---- | ---- | ---- | ---- | ---- | ---- | ---- | ---- |
|       | M     | 35   | 40   | 39   | 35   | 33   | 26   | 29   | 22   | 17   | 20   | 29   | 23   | 24   | 16   | 23   | 27   | 31   | 34   | 33   | 28   | 32   | 29   | 35   | 28   | 41   | 38   | 28   | 22   | 20   |
|       | S     | 51   | 44   | 43   | 52   | 45   | 55   | 46   | 38   | 43   | 41   | 45   | 49   | 38   | 46   | 42   | 40   | 39   | 41   | 40   | 36   | 33   | 37   | 29   | 35   | 27   | 25   | 24   | 23   | 31   |
|       | MP    | -    | -    | -    | -    | -    | -    | -    | -    | -    | -    | -    | -    | -    | -    | -    | -    | -    | 0    | 0    | 0    | 2    | 8    | 6    | 6    | 10   | 16   | 16   | 9    | 6    |
|       | V     | 4    | 7    | 9    | -    | 1    | 3    | 9    | 17   | 5    | 8    | 6    | 5    | 10   | 7    | 9    | 9    | 10   | 11   | 10   | 11   | 9    | 11   | 13   | 11   | 9    | 8    | 10   | 13   | 16   |
|       | FP    | 10   | 9    | 5    | 5    | 14   | 14   | 16   | 23   | 35   | 31   | 20   | 23   | 25   | 22   | 12   | 13   | 12   | 6    | 14   | 13   | 12   | 9    | 9    | 17   | 10   | 10   | 9    | 10   | 8    |
|       | C     | 0    | 0    | 0    | 0    | 0    | 0    | 0    | 0    | 0    | 0    | 0    | 0    | 3    | 10   | 15   | 12   | 6    | 6    | 0    | 5    | 1    | 5    | 0    | 0    | 1    | 3    | 3    | 8    | 7    |
|       | F!    | -    | -    | -    | -    | -    | -    | -    | -    | -    | -    | -    | -    | -    | -    | -    | -    | -    | -    | -    | -    | -    | -    | -    | -    | -    | 0    | 3    | 3    | 0    |
|       | KD    | -    | -    | -    | -    | -    | -    | -    | -    | -    | -    | -    | -    | -    | 0    | 0    | 0    | 0    | 0    | 0    | 0    | 3    | 0    | 6    | 5    | 3    | 1    | 2    | 5    | 4    |
|       | SP    | -    | -    | -    | -    | -    | -    | -    | -    | -    | -    | -    | -    | -    | -    | -    | -    | 3    | 3    | 4    | 8    | 3    | 2    | 0    | 0    | 0    | -    | 0    | 0    | -    |
|       | NyD   | -    | -    | -    | -    | -    | -    | -    | -    | -    | -    | -    | -    | -    | -    | -    | -    | -    | -    | -    | -    | 6    | 0    | 0    | -    | -    | -    | -    | -    | -    |
|       | FR    | -    | -    | 4    | 3    | -    | -    | -    | -    | -    | -    | -    | -    | -    | -    | -    | -    | -    | -    | -    | -    | -    | -    | -    | -    | -    | -    | -    | -    | -    |
|       | SD    | -    | -    | -    | -    | -    | -    | -    | -    | -    | -    | -    | -    | -    | -    | -    | -    | -    | -    | -    | -    | -    | -    | -    | -    | -    | 0    | 6    | 8    | 9    |
|       | Total | 100  | 100  | 100  | 100  | 100  | 100  | 100  | 100  | 100  | 100  | 100  | 100  | 100  | 101  | 101  | 101  | 101  | 101  | 101  | 101  | 101  | 101  | 101  | 101  | 101  | 101  | 101  | 101  | 101  |

### Gouvernement

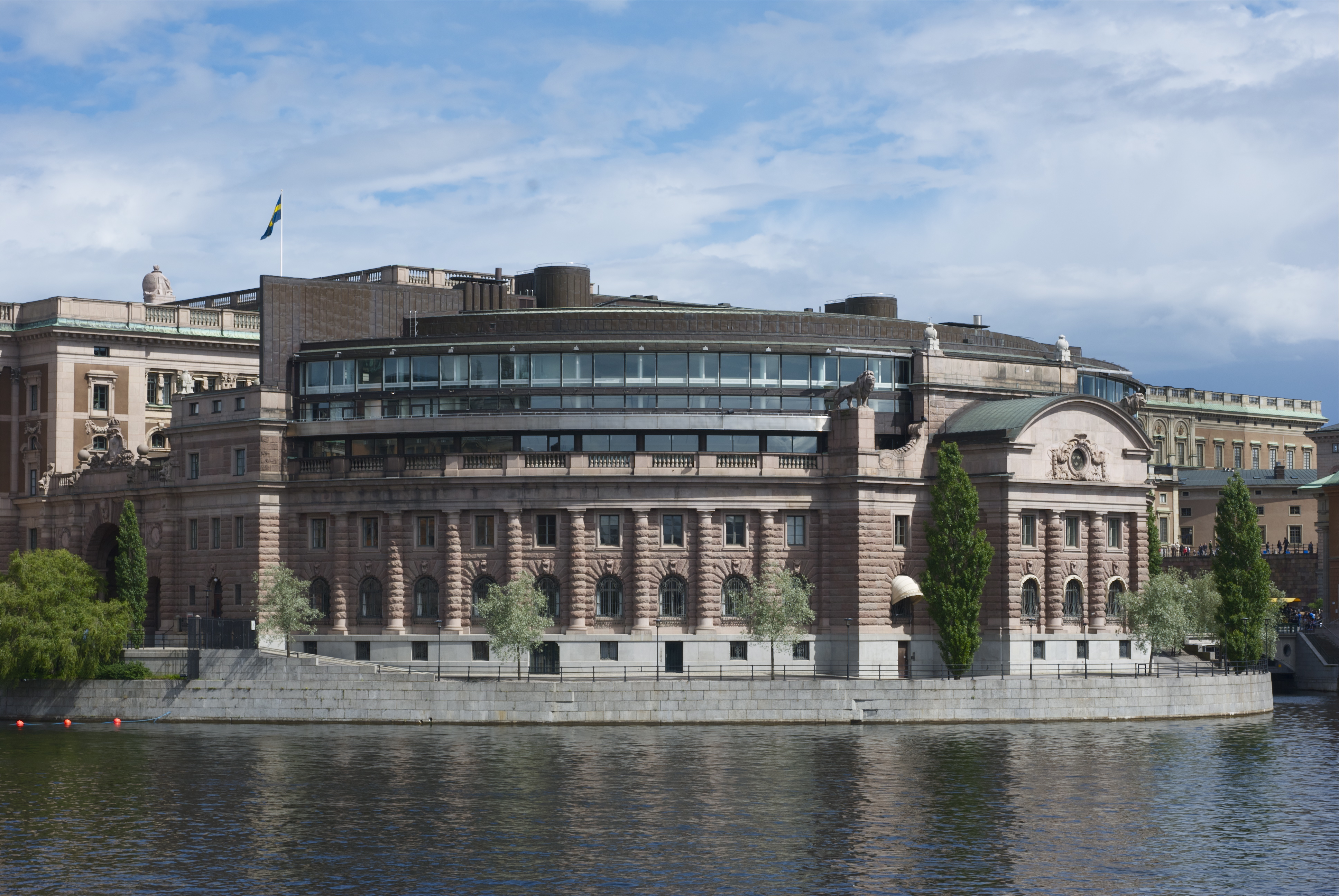
Le bâtiment du parlement de Suède

### Districts
La commune est divisée depuis 2007 en 14 districts, qui ont la responsabilité des écoles primaires, de l'assistance sociale, des loisirs et des moyens culturels locaux. Ces districts remplacent les dix-huit districts qui avaient été créés en 1998.
| Centre-ville                                     | Sud                                                                                       | Ouest                                                         |
| ------------------------------------------------ | ----------------------------------------------------------------------------------------- | ------------------------------------------------------------- |
| - Kungsholmen - Norrmalm - Södermalm - Östermalm | - Enskede-Årsta-Vantör - Farsta - Hägersten-Liljeholmen - Skarpnäck - Skärholmen - Älvsjö | - Bromma - Hässelby-Vällingby - Rinkeby-Kista - Spånga-Tensta |

Chacun de ces quatorze districts dispose d'un Conseil de district. Contrairement à ce qui se passe dans de nombreuses grandes villes européennes, les membres de ces conseils ne sont pas élus directement par le peuple, mais désignés par le Conseil municipal. La répartition des sièges se fait en fonction des résultats électoraux de l'ensemble de la ville lors des élections communales. La majorité politique est donc la même dans l'ensemble des districts de la ville.

## Relations internationales

### Appartenance à des organisations internationales
La ville de Stockholm appartient aux organisations internationales suivantes: Cités et gouvernements locaux unis, Metropolis, Eurocities, l'Union des capitales de l'Union européenne et l'Union des villes de la Baltique.

### Jumelage
La ville est jumelée avec :
- Cali (Colombie)
- La Paz (Bolivie)
- Khémisset (Maroc)
- Kiev (Ukraine)
- Le Caire (Égypte)
- Sarajevo (Bosnie-Herzégovine) depuis 1977[5]
- Tirana (Albanie)
- Tunis (Tunisie)
- Saint-Pétersbourg (Russie) depuis 1992
- Rabat (Maroc)
- Riga (Lettonie)
- Tallinn (Estonie)
- Alger (Algérie)